# Motu Fatu
Motu Fatu est un îlot de Nouvelle-Calédonie dans les pléiades du Nord, une des Iles Loyauté.